# Pedro Santos
Pedro Miguel Martins Santos, meglio noto come Pedro Santos (Lisbona, 22 aprile 1988), è un calciatore portoghese, attaccante del Loudoun Utd.

## Caratteristiche tecniche
È un'ala destra.

## Carriera
Il 22 novembre 2022, dopo la scadenza del contratto che lo legava ai Columbus Crew, viene ingaggiato dal D.C. United, con il quale si unirà ufficialmente a partire dal 1º gennaio 2023.

## Palmarès

### Club

#### Competizioni nazionali
- Terceira Divisão: 1

Casa Pia: 2009-2010 (Série E)
- Coppa del Portogallo: 1

Braga: 2015-2016
- Campionato MLS: 1

Columbus Crew: 2020

#### Competizioni internazionali
- Campeones Cup: 1

Columbus Crew: 2021